# Centrotus kelloggi
Centrotus kelloggi är en insektsart som beskrevs av Kato 1928. Centrotus kelloggi ingår i släktet Centrotus och familjen hornstritar. Inga underarter finns listade i Catalogue of Life.